# Piotr Jania
Piotr Paweł Jania (ur. 29 czerwca 1952 w Szczecinie, zm. 14 sierpnia 2016 w Zabrzu) – polski polityk, związkowiec i samorządowiec, w latach 2015–2016 wojewoda zachodniopomorski.

## Życiorys
W grudniu 1970 brał udział w akcjach protestacyjnych, m.in. utrudniając gaszenie podpalonego budynku komitetu wojewódzkiego PZPR w Szczecinie. Od 1971 do 1974 i ponownie od 1982 do 1997 zatrudniony w Zarządzie Morskich Portów Szczecin i Świnoujście. W latach 1974–1976 odbywał zasadniczą służbę wojskową. W latach 1977–1984 pracował jako nauczyciel zawodu w Liceum Portowym w Szczecinie. W trakcie wydarzeń sierpniowych w 1980 uczestniczył w protestach w swoim miejscu pracy, we wrześniu tego samego roku dołączył do „Solidarności”. Był wiceprzewodniczącym komisji wydziałowej związku. Po wprowadzeniu stanu wojennego współpracował z niejawnymi strukturami związku jako skarbnik TKZ, brał udział w organizowaniu pomocy represjonowanym oraz dystrybucji wydawnictw drugiego obiegu. Za prowadzoną działalność został m.in. ukarany grzywną przez kolegium ds. wykroczeń. Był organizatorem strajku i członkiem komitetu strajkowego w swoim zakładzie pracy (od sierpnia do września 1988). W 1989 współtworzył i był członkiem prezydium Obywatelskiego Komitetu Porozumiewawczego „S” Regionu Pomorza Zachodniego. Z jego ramienia odpowiadał w regionie za kwestie techniczne i organizacyjne związane z wyborami parlamentarnymi w tym samym roku.
Ukończył w 1995 studia na Wydziale Humanistycznym Uniwersytetu Szczecińskiego. Pod koniec lat 90. był dyrektorem terminalu drobnicy, następnie kolejno kierownikiem wolnego obszaru celnego (2001–2005), dyrektorem ds. eksploatacyjnych (2006–2007), a od 2007 dyrektorem ds. marketingu w Zarządzie Morskich Portów. Pełnił też funkcję wiceprezesa Związku Miast i Gmin Morskich.
W 2001 został członkiem Prawa i Sprawiedliwości. W wyborach tym samym roku, a także w 2005, bez powodzenia kandydował do Sejmu. W kadencji 2002–2006 był radnym Szczecina. Ponownie mandat radnego miejskiego uzyskiwał w 2010 i 2014. Był autorem szeregu artykułów dotyczących tematyki gospodarki morskiej w „Morzu i Ziemi”, „Magazynie Portowym” i „Pulsie Biznesu”.
8 grudnia 2015 premier Beata Szydło powołała go na stanowisko wojewody zachodniopomorskiego. Zmarł w trakcie pełnienia urzędu 14 sierpnia 2016 w Zabrzu, gdzie przechodził operację serca. Pochowany 19 sierpnia 2016 w alei zasłużonych na szczecińskim cmentarzu Centralnym

## Odznaczenia i wyróżnienia
W 2008 odznaczony Krzyżem Komandorskim Orderu Odrodzenia Polski. W 2016 pośmiertnie odznaczony Krzyżem Komandorskim z Gwiazdą tego orderu oraz Krzyżem Wolności i Solidarności. W 1999 wyróżniony odznaką honorową „Zasłużony Pracownik Morza”, a w 2005 Medalem „Zasłużony dla Pożarnictwa”.